# Ferrocarril Murcia-Granada
El ferrocarril Murcia-Granada, también conocido como el ferrocarril del Almanzora, fue una línea férrea española de ancho ibérico que unía las ciudades de Murcia y Granada. En la actualidad el trazado se encuentra repartido en varias líneas, de las cuales la sección Guadix-Almendricos está clausurada.
Aunque en un principio estaba proyectado como un único ferrocarril de carácter transversal, el trazado fue construido en diversas secciones entre 1885 y 1907, interviniendo en el proceso distintas compañías. La sección Lorca-Baza fue construida por la empresa de capital inglés The Great Southern of Spain Railway Company, mientras que del tramo Baza-Guadix se hizo cargo la también británica The Granada Railway Company. Por su parte, las secciones Moreda-Guadix y Moreda-Granada fueron construidas por la española Compañía de los Caminos de Hierro del Sur de España, propietaria de la línea Linares-Almería. La explotación del ferrocarril se mantuvo dividida en manos de distintos operadores hasta la creación de RENFE 1941. 
El ferrocarril es recordado por muchos habitantes del Levante español, ya que en el pasado muchos lo utilizaron para emigrar a otras zonas geográficas. Además del tráfico de pasajeros entre Andalucía y Levante, las principales mercancías que se movían por este ferrocarril eran esparto, mineral de hierro de Las Menas (Serón) y mármol de las canteras de Macael. En sus últimos años la explotación de la línea fue considerada como altamente deficitaria, por lo que en 1985 se cerró al tráfico el trazado comprendido entre las estaciones de Guadix y Almendricos, mientras que el resto de la línea siguió en uso. Aunque por ella no circulen trenes, sí funciona a pleno rendimiento la antigua red de fibra óptica propiedad de RENFE que conecta Andalucía Oriental con el Levante. 
El cierre de la línea no estuvo exento de polémica en su época y fue muy criticado por la población de las zonas afectadas, dado que dejaba sin conexión ferroviaria a una gran área del Sureste español. Por este motivo, desde entonces ha habido diversas iniciativas ciudadanas que han buscado su reapertura, aunque sin éxito hasta la fecha.

## Historia

### Orígenes y proyecto
La construcción de un ferrocarril que enlazara Murcia y Granada ya estuvo prevista en la Ley de Bases de Ferrocarriles del 2 de julio de 1870, que potenciaba el desarrollo de líneas férreas de carácter transversal. No obstante, esta eventualidad no se acabaría materializando hasta finales del siglo XIX. Esta línea ferroviaria se dividió para su construcción en tres tramos casi iguales entre sí, atendiendo a las dificultades de su obra e instalación. El tramo más fácil, por su sencilla explanación, resultó ser el de Murcia hasta los inicios de la provincia de Almería. Esta provincia constituiría un tramo de mediana dificultad, siendo el de Granada el espacio más difícil para su construcción.
El trazado del ferrocarril Murcia-Granada tenía un total de 318 km, con un coste cercano a las 250.000 pesetas por km construido, con lo que la totalidad de la línea ascendería a unos 80 millones de pesetas y cada uno de los tres tramos importaría algo más de 25 millones de pesetas. Con arreglo a la ley de 2 de julio de 1876, el Estado concedía a los constructores una ayuda o subvención directa de 60.000 pesetas por km o de 18 millones de pesetas para todo el ferrocarril. La subvención o ayuda estatal cubriría el 24%, con lo que la empresa constructora solo aportaría el 76% restante del presupuesto. Junto a esta subvención directa existía otra de carácter indirecto, consistente en la exención del derecho de aduanas para los materiales fijo, móvil y de construcción de los caminos de hierro, en la declaración de utilidad pública, etc. Con estas ayudas económicas por parte del Estado, el constructor y concesionario del ferrocarril solo aportaría el 52% del presupuesto total.

### Construcción
Los orígenes de la construcción de este ferrocarril estuvieron muy ligados a la actividad minera de la zona. En 1884 el empresario británico Edmund Sykes Hett solicitó a la administración española la concesión del ferrocarril Murcia-Granada. Un año después le serían otorgados los derechos de construcción, si bien estos solo afectaban al trazado comprendido entre Lorca y Granada debido a que el tramo Alcantarilla-Lorca ya estaba siendo construido por otra compañía. Una vez alcanzada esta meta, Sykes cedería en 1887 los derechos de construcción de la línea a la Great Southern of Spain Railway Company Limited (GSSR). Aunque en un principio esta compañía se mostró interesada en operar el ferrocarril entre Lorca y Granada, su principal objetivo era acceder a las minas de la zona y sacar el mineral extraído hasta el puerto de Águilas. Por ello, más adelante —una vez conseguidos estos fines— la empresa se desentendería de la construcción del resto del trazado a partir de Baza.

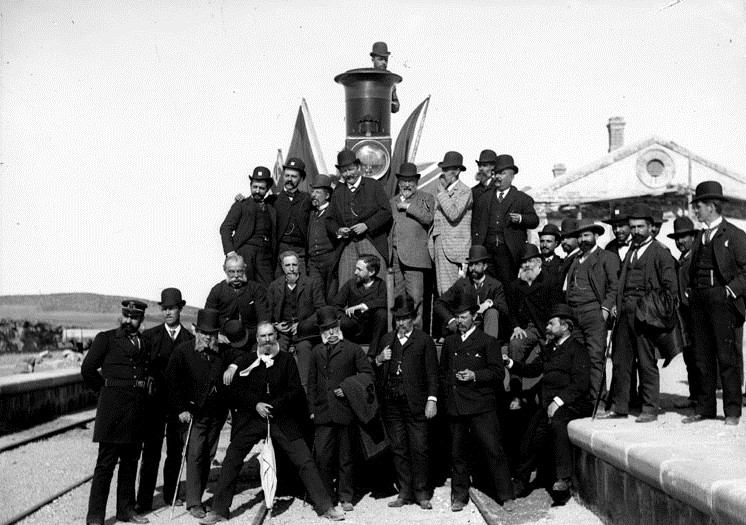
Inauguración oficial de la estación de Almendricos, en marzo de 1890. Fotografía de Gustavo Gillman.

Para marzo de 1885 ya había entrado en servicio la línea férrea que enlazaba Murcia con Lorca a través de Alcantarilla, construida por la Sociedad Anónima Crédito General de Ferrocarriles. A través de la estación de Alcantarilla-Campoamor el ferrocarril procedente de Lorca enlazaba con la línea Chinchilla-Cartagena, que llegaba hasta Murcia. Por su parte, en 1887 la compañía de capital británico The Great Southern of Spain Railway Company Limited inició la construcción de una línea férrea que iba desde Lorca a Baza, así como de un ramal que desde Almendricos llegaba hasta el puerto de Águilas. Las obras se desarrollaron en un terreno en el que predominaban los accidentes geográficos, lo que conllevaría ciertas dificultades. Los tramos Águilas-Almendricos y Lorca-Almendricos serían inaugurados a lo largo de 1890, completados con la entrada en servicio del tramo Almendricos-Baza entre 1892 y 1894.
Paralelamente, la Compañía de los Caminos de Hierro del Sur de España acometió la construcción de la línea Linares-Almería, cuyas obras comenzaron en 1890. Los trabajos no estuvieron exentos de complicaciones y duraron casi toda la década, inaugurándose la línea en marzo de 1899. La construcción de este trazado también incluía una parte del ferrocarril Murcia-Granada. Así mismo, la compañía del «Sur de España» construyó un ramal entre Moreda y Granada, el cual entraría en servicio en 1904.
En comparación con el trazado entre Lorca y Baza, las obras de la sección Baza-Granada avanzaron muy lentamente. En parte ello se debió a la Compañía de los Ferrocarriles Andaluces, que llegó a boicotear su construcción. Finalmente, el trazado previsto originalmente en esta sección fue modificado y se llegó a dividir en varias partes, algunas coincidentes con las líneas de «Sur de España». Del tramo Guadix-Baza se haría cargo una empresa de capital británico, The Granada Railway Company Ltd. Esta compañía había sido creada en 1894 por algunos accionistas de la GSSR que decidieron emprender por su cuenta la construcción de esta parte de la concesión que había quedado pendiente. No obstante, pasaría bastante tiempo hasta que se iniciaran los trabajos. El tramo Guadix-Gor se completó en noviembre de 1906 y el tramo Gor-Baza en marzo de 1907. El enlace con el ferrocarril Linares-Almería se realizó a través de la estación de Guadix. Con ello, quedó abierta la conexión por tren entre Murcia y Granada.

### Explotación
Una vez que se completó la construcción del ferrocarril Murcia-Granada se dio la siguiente circunstancia: no solo no había un trazado único, sino que en realidad existían distintas líneas férreas en manos de varios operadores. La gestión de los diferentes tramos ferroviarios se mantuvo prácticamente invariable durante el primer tercio del siglo XX, salvo algunos casos. El tramo Granada-Moreda-Guadix pasó a ser gestionado en 1916 por la Compañía de los Ferrocarriles Andaluces —la cual, años después, también se hizo con su propiedad tras la anexión de la compañía del «Sur de España» en 1929—. Esta situación se mantendría hasta 1936, cuando el Estado se incautó «Andaluces» debido a la maltrecha situación económica que atravesaba la compañía, adjudicando la gestión de las líneas que operaba a la Compañía Nacional de los Ferrocarriles del Oeste.
Situación especial fue la del tramo Baza-Guadix. Inicialmente la explotación del trazado fue arrendada a «Sur de España», labor en la que le sucedería «Andaluces» entre 1916 y 1925. A partir de entonces pasó a hacerse cargo la Compañía de los Caminos de Hierro de Granada, que desde 1917 era también propietaria de la línea Baza-Guadix. La existencia de múltiples operadores conllevaba que aquellos viajeros que realizaran el trayecto entre Granada y Murcia debieran realizar numerosos transbordos. Esto se traducía en incomodidades y en un considerable aumento de la duración del viaje por los cambios de tren.
En Guadix se articuló uno de los principales nudos ferroviarios de la línea, donde se podía hacer transbordo hacia Almería o Linares. Además, esta estación disponía de un importante depósito de locomotoras y de otras instalaciones. Otros empalmes o nudos ferroviarios de menor importancia fueron los de Baza, Moreda o Almendricos, este último cabecera del ramal a Águilas.
Durante el transcurso de la Guerra Civil la mayor parte del trazado quedó en manos del bando republicano.
En 1941 el régimen franquista nacionalizó todos los ferrocarriles de ancho ibérico, pasando estos a manos de la recién creada Red Nacional de los Ferrocarriles Españoles (RENFE). La nueva entidad se hizo cargo de la gestión de la línea Murcia-Granada, cuyo trazado por primera vez en su historia quedaba bajo administración de una misma empresa operadora. Bajo RENFE se introdujo paulatinamente a tracción diésel y se procedió a la sustitución de las locomotoras de vapor, si bien el ferrocarril no recibió inversiones encaminadas a su modernización. Ello supuso un progresivo envejecimiento de las infraestructuras.
Durante las décadas de 1960 y 1970 se introdujeron servicios modernos como los TER que hacían la ruta Granada-Valencia. También fueron muy habituales los expresos Granada-Barcelona. La explotación ferroviaria se mantuvo sin demasiados problemas mientras la demanda del mineral de hierro estuvo al alza, lo que garantizaba un tráfico fluido de mercancías. Sin embargo, en la década de 1970 se cerraron los cotos mineros de la zona, lo que marcó el inicio del declive.

### Clausura
En 1984 el Ministerio de Transportes y RENFE acordaron el cierre de aquellas líneas férreas consideradas altamente deficitarias, entre las que se encontraba el ferrocarril del Almanzora. El 1 de enero de 1985 se clausuró al tráfico la sección comprendida entre Almendricos y Guadix. Otras secciones del ferrocarril Murcia-Granada permanecieron abiertas al tráfico, a pesar de que también estaban consideradas como deficitarias. A diferencia de lo ocurrido con otras líneas de ferrocarril, la Junta de Andalucía dejó de aportar financiación económica desde el primer año de asumir los costes de explotación. La sección Murcia-Lorca-Águilas también estuvo amenazada, si bien la subvención económica del gobierno regional murciano evitó su clausura.
La clausura de la sección Almendricos-Guadix resultó muy polémica en su época y recibió numerosas críticas por parte de la población de las zonas afectadas, principalmente en las provincias de Granada y Almería. El cierre contribuyó a romper un eje transversal de comunicación entre Andalucía y Levante, perdiéndose también el carácter vertebrador que ofrecía el ferrocarril. Por otro lado, dentro del cierre de líneas férreas que se produjo en aquella época, la sección entre Almendricos y Guadix constituyó el único trazado de gran longitud —161 kilómetros— que no se mantuvo abierto al tráfico de mercancías.
Con posterioridad al año 2000 buena parte de las vías de la sección Almendricos-Guadix fueron levantadas, mientras que otras muchas instalaciones ferroviarias resultaron desmanteladas. Aunque por el trazado clausurado ya no circulan trenes, sí pasa por él la red de fibra óptica propiedad de RENFE que conecta Andalucía Oriental con el Levante. Esta línea de fibra óptica está marcada por unos postes que indican el kilómetro de la línea y una placa que pone «RENFE I.S.C.-Cable F.O.». Desde el 1 de enero de 2005 es el ente Adif quien gestiona esta red de comunicaciones.

## Estado actual
En la actualidad del antiguo ferrocarril solo se mantienen activos los tramos Granada-Guadix y Almendricos-Murcia, que forman parte de las líneas Granada-Moreda, Linares-Almería y Murcia-Águilas. El antiguo trazado Guadix-Almendricos se encuentra en su mayor parte desmantelado y sin uso, aunque en algunos puntos las vías permanecen intactas. En esta parte algunas de las estaciones se encuentran abandonadas y en mal estado de conservación, si bien otras muchas —como Baza, Huércal-Overa, Tíjola, Purchena, Serón o Zurgena— han sido rehabilitadas para ejercer diversas funciones. Algunos tramos han sido rehabilitados como vías verdes. Por un lado se encuentra la denominada Vía Verde de la Sierra de Baza, que transita por los municipios de Baza y Caniles. La otra es la Vía Verde del Ferrocarril Guadix-Almendricos, que a su vez está dividida en dos secciones: el tramo que transita por el valle del río Almanzora y, poco después, el tramo entre Huércal-Overa y Almendricos.

### Reivindicaciones para su reapertura

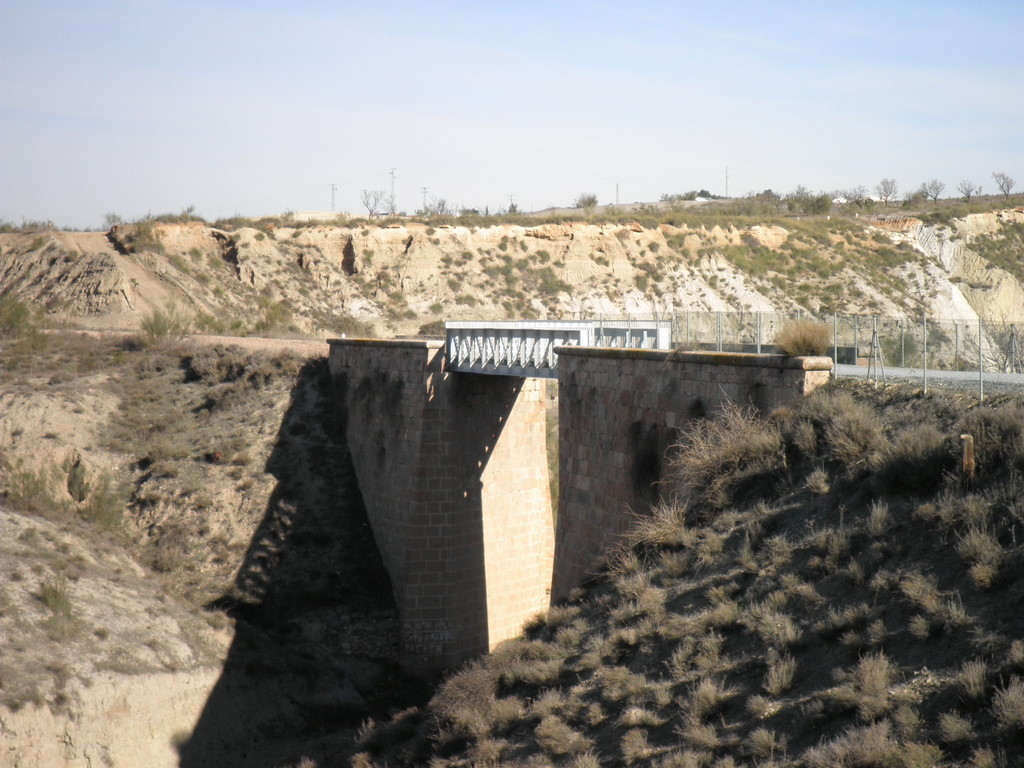
Puente sobre la rambla del Ramil, perteneciente al antiguo ferrocarril.

En el año 2000 se planteó por iniciativa de la Diputación de Almería y los municipios de Huércal-Overa y Lorca volver a poner en funcionamiento los escasos kilómetros que unen estas dos ciudades. Lo que en un principio se esperaba como el inicio de la reapertura de toda línea, quedó solo en un proyecto guardado en un cajón, al negarse la administración andaluza a aprobar dicha medida. En Huércal-Overa la nueva estación de autobuses se ubicó junto a las vías del tren para aprovechar las sinergias de ambos transportes, pero hasta la fecha no han vuelto a llegar trenes a la estación intermodal de Huércal-Overa.
Entre las organizaciones que reclaman la reapertura férrea se encuentra ASAFAL, el sector del mármol, la mesa de infraestructuras y todos los partidos políticos representados en la provincia de Almería junto con los de Granada. Desde las instituciones murcianas confían en tener de nuevo una conexión directa con Andalucía. Desde que el Gobierno central dejó de aportar dinero a esta línea en el año 1985, la Región de Murcia asumió la gestión económica de la parte que se encontraba en su comunidad, Murcia-Lorca-Águilas. La localidad almeriense de Pulpí también se beneficia al disponer de dos estaciones (Pulpí y Jaravía) en la línea Murcia-Águilas.
En octubre de 2014 se dio a conocer que el Ministerio de Fomento quiere dedicar dinero a estudiar posibles alternativas para reabrir la vía del Almanzora. Sin embargo, en 2017 un informe de INECO señaló que la rehabilitación y reapertura de la línea tradicional era posible técnicamente, aunque supondría una inversión de 872,7 millones de euros y tendría una «cuestionable viabilidad económica».